# Renealmia pacifica
Renealmia pacifica là một loài thực vật có hoa trong họ Gừng. Loài này được (Maas) Maas & H.Maas miêu tả khoa học đầu tiên năm 1990.